# Mistrovství Jižní Ameriky v plážovém fotbale
Mistrovství Jižní Ameriky v plážovém fotbale (španělsky Copa América de Fútbol Playa) je mezinárodní turnaj v plážovém fotbale, který se koná jednou z dva roky a účastní národní týmy z Jižní Ameriky.
Mistrovství bylo založeno v roce 2016, kdy bylo rozhodnuto rozvíjet tento sport v Jižní Americe. Turnaj je organizován řídícím orgánem pro fotbal v Jižní Americe – CONMEBOL.
Od roku 2023 jde o hlavní turnaj v plážovém fotbale, které hrají výhradně jihoamerické národní týmy. Dříve to byl jeden ze dvou hlavních šampionátů spolu s déle trvajícím kvalifikačním turnajem na mistrovství světa, který byl založen v roce 2006. CONMEBOL však oznámil zrušení druhého šampionátu v roce 2022 a rozhodl o tom že Mistrovství Jižní Ameriky v plážovém fotbale bude sloužit zároveň jako kvalifikace na mistrovství světa.

## Turnaje
| Rok          | Pořadatel                 |                                                                              | Finále                                                                       | Finále                                                                       | Finále                                                                       | O třetí místo                                                                | O třetí místo                                                                | O třetí místo |
| Rok          | Pořadatel                 | Vítěz                                                                        | Skóre                                                                        | 2. místo                                                                     | 3. místo                                                                     | Skóre                                                                        | 4. místo                                                                     |               |
| 2016 Detaily | Brazílie (Santos)         | Brazílie                                                                     | 12 - 2                                                                       | Paraguay                                                                     | Venezuela                                                                    | 7 - 6                                                                        | Uruguay                                                                      |               |
| 2018 Detaily | Peru (Cañete)             | Brazílie                                                                     | 7 - 3                                                                        | Paraguay                                                                     | Uruguay                                                                      | 7 - 4                                                                        | Ekvádor                                                                      |               |
| 2020         | Brazílie (Rio de Janeiro) | Původně se mělo hrát od 10. do 17. května. Zrušeno kvůli pandemii covidu-19. | Původně se mělo hrát od 10. do 17. května. Zrušeno kvůli pandemii covidu-19. | Původně se mělo hrát od 10. do 17. května. Zrušeno kvůli pandemii covidu-19. | Původně se mělo hrát od 10. do 17. května. Zrušeno kvůli pandemii covidu-19. | Původně se mělo hrát od 10. do 17. května. Zrušeno kvůli pandemii covidu-19. | Původně se mělo hrát od 10. do 17. května. Zrušeno kvůli pandemii covidu-19. |               |
| 2022 Detaily | Paraguay (Luque)          | Paraguay                                                                     | 3 - 2                                                                        | Brazílie                                                                     | Chile                                                                        | 3 - 2                                                                        | Venezuela                                                                    |               |
| 2023 Detaily | Argentina (Rosario)       | Brazílie                                                                     | 13 - 5                                                                       | Argentina                                                                    | Kolumbie                                                                     | 7 - 5                                                                        | Paraguay                                                                     |               |
| 2025 Detaily | Chile                     |                                                                              |                                                                              |                                                                              |                                                                              |                                                                              |                                                                              |               |

## Medailový stav podle zemí do roku 2023 (včetně)
| Pořadí | Země      | Zlato | Stříbro | Bronz | Celkem |
| 1.     | Brazílie  | 3     | 1       | 0     | 4      |
| 2.     | Paraguay  | 1     | 2       | 0     | 3      |
| 3.     | Argentina | 0     | 1       | 0     | 1      |
| 4.     | Venezuela | 0     | 0       | 1     | 1      |
| 4.     | Uruguay   | 0     | 0       | 1     | 1      |
| 4.     | Chile     | 0     | 0       | 1     | 1      |
| 4.     | Kolumbie  | 0     | 0       | 1     | 1      |